# Cissus tinctoria
Cissus tinctoria là một loài thực vật hai lá mầm trong họ Nho. Loài này được Mart. miêu tả khoa học đầu tiên năm 1823.